# Chloé Chaudoye
Chloé Chaudoye est une actrice française.

## Biographie
Chloé Chaudoye s'est formée au Théâtre national de Strasbourg. Elle a joué dans différentes pièces de théâtre comme Iphis et Iante, La Dame de la mer, Baleines... Elle est apparue à la télévision en 2015 dans Profilage pour l'épisode 7 de la saison 6 puis au cinéma en 2016 dans Marie et les Naufragés de Sébastien Betbeder. Ensuite, elle a disparu des écrans pour s'essayer à la musique et à la radio. Elle retourne en 2018 à la télévision dans la Saison 2 des Petits Meurtres d'Agatha Christie dans l'épisode 24 Ding Dingue Dong, avant d'intégrer en 2020 le nouveau trio de la Saison 3 des Petits Meurtres d'Agatha Christie pour y tenir cette fois un premier rôle principal en tant que Rose Bellecour, la psychologue du groupe d'enquête.
Elle vit à Bois-Colombes (dans les Hauts-de-Seine, en région parisienne Île de France), et a des racines aux bords de la Loire, et plus précisément le Sancerrois (région Centre-Val de Loire).

## Théâtre
- 2005 : Lecture pour le 61e anniversaire de la Libération de Paris[4]
- 2012 : Cancrelat de Sam Holcroft , mise en scène de Jean-Pierre Vincent, Théâtre Ouvert[5],[6]
- 2013 : Et la nuit sera calme d'Isaac de Benserade, mise en scène d'Amélie Enon, Théâtre de la Bastille, d'après Die Räuber de Friedrich von Schiller[7]
- 2013 : Iphis et Iante de Kevin Keiss, mise en scène Jean-Pierre Vicent, Théâtre Gérard-Philipe (Saint-Denis) : Iante[8]
- 2013 : La Dame de la mer de Henrik Ibsen, mise en scène Jean-Romain Vesperini, Théâtre Montparnasse[9],[10]
- 2017 : Baleines, mise en scène Suzanne Aubert, Comédie de Reims[11],[12]

## Filmographie

### Cinéma
- 2016 : Marie et les Naufragés de Sébastien Betbeder : Patricia[13]

### Télévision
- 2015 : Profilage (série télévisée), Saison 6, Épisode 7 : Victoria Herman[13]
- 2018 : Saison 2 des Petits Meurtres d'Agatha Christie, Épisode 24 « Ding Dingue Dong » : Marie Steiner[14]
- 2021-2024 : Saison 3 des Petits Meurtres d'Agatha Christie : Rose Bellecour, psychologue[15],[16],[17]
- 2022 : Crime à Ramatuelle de Nicolas Picard-Dreyfuss : Ambre Lacombe[18],[19].
- 2023 : La Fille de l'assassin de Carole Kornmann : Nina
- 2024 : La Recrue, mini-série d'Alexandre Coffre : Jeanne Durand

## Radio
- 2019 : Camille et Lucile Desmoulin, France Inter, Réalisé par Cédric Aussir[4]
- 2019 : On n'est pas sérieux à l'Espace Cardin, France Culture, Réalisé par Cédric Aussir[4]

## Musique
- 2019 : Concert Duo : chant et textes de Chloé Chaudoye, accordéon et compositions Johann Riche[20]
- 2019 : Visiblement de Chloé Chaudoye et Johann Riche, pour l'album Promis du Groupe Beltuner[20]

## Publicité
- 2019 : Le planning - Olivier Héraud, Bouygues Immobilier